# Endurance (krater marsjański)

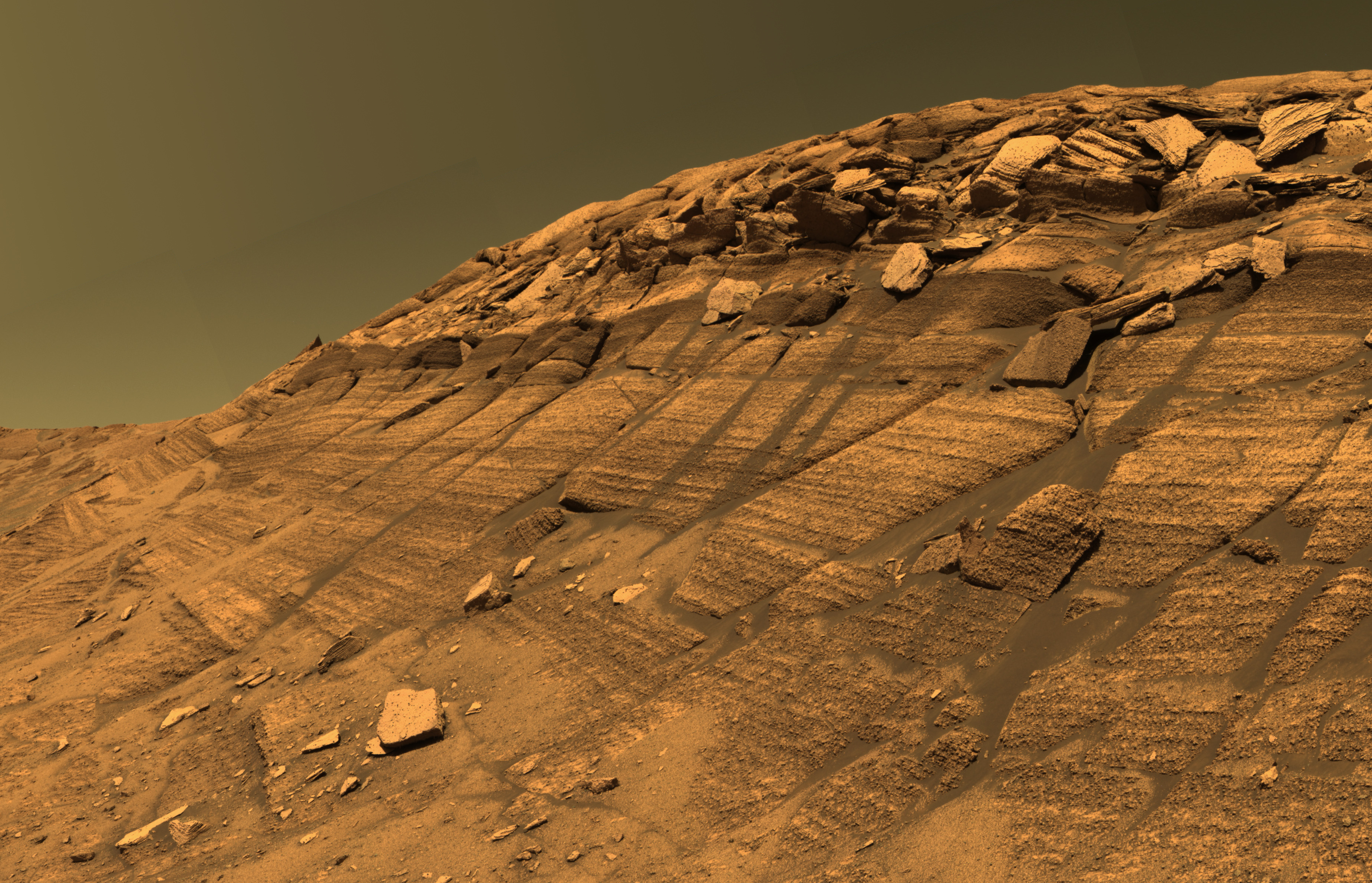
Widok na ścianę krateru (Burns Cliff) z wnętrza Endurance

Endurance – krater na Marsie (równina Meridiani Planum) badany przez Opportunity rover od maja do grudnia 2004. Krater ten ma średnicę około 130 m, a głębokość około 20 m. Nazwa krateru jest nazwą nieoficjalną.